# Далгрен Сентер (Вирџинија)
Далгрен Сентер (енгл. Dahlgren Center) насељено је место без административног статуса у америчкој савезној држави Вирџинија.

## Демографија
По попису из 2010. године број становника је 599.
| Група             | 2000.    | 2010.       |
| Белци             | 0 (0,0%) | 395 (65,9%) |
| Афроамериканци    | 0 (0,0%) | 80 (13,4%)  |
| Азијати           | 0 (0,0%) | 27 (4,5%)   |
| Хиспаноамериканци | 0 (0,0%) | 69 (11,5%)  |
| Укупно            | 0        | 599         |